# Metatrachelas
Metatrachelas là một chi nhện trong họ Trachelidae.

## Các loài
- Metatrachelas amabilis (Simon, 1878)
- Metatrachelas macrochelis (Wunderlich, 1992)
- Metatrachelas rayi (Simon, 1878)